# Selsley
Selsley – wieś w Anglii, w hrabstwie Gloucestershire, w dystrykcie Stroud. Leży 16 km na południe od miasta Gloucester i 149 km na zachód od Londynu.